# Championnat de Tunisie masculin de handball 1968-1969
Navigation
Saison précédente Saison suivante
La saison 1968-1969 du championnat de Tunisie masculin de handball est la quatorzième édition de la compétition.
L'Espérance sportive de Tunis, renforcée par l'arrivée d'Abderrahman Hamou (venu du CA), Habib Touati (venu de l'ASPTT), Moncef Ben Othman (venu du SN) et Mohamed Makni (venu d'En-Nadi Ahli de Béja), se montre la plus régulière pour remporter le championnat de Tunisie. Elle ne perd que deux matchs contre le Club africain, alors que ce dernier a perdu des rencontres à sa portée. Il conserve cependant la coupe de Tunisie remportée contre le Stade nabeulien. Le Club sportif des cheminots, continuant son mouvement d'accessions et de chutes, rétrograde à nouveau en seconde division, alors que l'avant-dernier, l'Avenir sportif de La Marsa, sauve sa place en match de barrage contre l'Union sportive des transports de Sfax.

## Clubs participants
| - Espérance sportive de Tunis - Club sportif de Hammam Lif - Association sportive des PTT - Étoile sportive du Sahel - Club africain - Stade nabeulien | - Zitouna Sports - Jendouba Sports - Avenir sportif de La Marsa - Sporting Club de Moknine - Club athlétique bizertin - Club sportif des cheminots |

## Compétition

### Classement
Le barème de points servant à établir le classement se décompose ainsi :
- Victoire : 3 points
- Match nul : 2 points
- Défaite : 1 point
- Forfait : 0 point

|    | Équipe                         | Pts | J  | G  | N | P  | Bp  | Bc  | Diff |
| -- | ------------------------------ | --- | -- | -- | - | -- | --- | --- | ---- |
| 1  | Espérance sportive de Tunis    | 60  | 22 | 18 | 2 | 2  | 286 | 164 | 122  |
| 2  | Club africain (T, C)           | 58  | 22 | 18 | 0 | 4  | 310 | 196 | 114  |
| 3  | Stade nabeulien                | 52  | 22 | 13 | 4 | 5  | 272 | 212 | 60   |
| 4  | Zitouna Sports                 | 49  | 22 | 13 | 1 | 8  | 300 | 253 | 47   |
| 5  | Club sportif de Hammam Lif     | 47  | 22 | 13 | 3 | 8  | 275 | 282 | -7   |
| 6  | Club athlétique bizertin       | 45  | 22 | 10 | 3 | 9  | 264 | 264 | 0    |
| 7  | Association sportive des PTT   | 39  | 22 | 7  | 3 | 12 | 269 | 310 | -41  |
| 8  | Sporting Club de Moknine (P)   | 39  | 22 | 7  | 3 | 12 | 274 | 316 | -42  |
| 9  | Étoile sportive du Sahel       | 39  | 22 | 8  | 1 | 13 | 274 | 324 | -50  |
| 10 | Jendouba Sports                | 38  | 22 | 7  | 2 | 13 | 297 | 300 | -3   |
| 11 | Avenir sportif de La Marsa     | 37  | 22 | 7  | 1 | 14 | 275 | 323 | -48  |
| 12 | Club sportif des cheminots (P) | 25  | 22 | 1  | 1 | 20 | 268 | 325 | -57  |

|  | Champion de Tunisie 1968-1969                                                                |
|  | Relégation directe en deuxième division                                                      |
|  | (T) Tenant du titre (C) Vainqueur de la coupe de Tunisie (P) Club promu de deuxième division |

### Scores et buteurs
Quatre scores serrés méritent d'être cités :
- Stade nabeulien - Club sportif de Hammam Lif (5-4)
- Club africain - Espérance sportive de Tunis (6-4)[2]
- Espérance sportive de Tunis - Club sportif de Hammam Lif (6-4)
- Club sportif de Hammam Lif - Club africain (6-5)

Le classement des meilleurs buteurs est établi par le journal El Amal jusqu'à la phase aller uniquement et se présente ainsi :
- Fawzi Sbabti (ASM) : 52 buts
- Mohamed Ajmi (ESS) : 46 buts
- Mounir Jelili (EST) : 44 buts
- Habib Ben Naceur (CAB) : 38 buts
- Youssef Ben Romdhan (CAB) : 37 buts
- Moncef Berrehouma (CSHL) et Faouzi Ksouri (ZS) : 36 buts
- Khelifa Ayeb (SCM) : 34 buts
- Hamadi Khalladi (CA) : 33 buts
- Abdelwahab Adhar (JS) : 31 buts

### Deuxième division
Le Club olympique des transports est le seul à réussir à accéder en division nationale après un barrage réunissant les deux premiers de la poule Nord et ceux de la poule Sud qui ont écarté les deux premiers de la poule Centre. Quant à l'Union sportive des transports de Sfax, seconde des barrages, elle perd contre l'avant-dernier de la division nationale. Le classement des barrages est le suivant :
- Club olympique des transports : 9
- Union sportive des transports de Sfax : 6
- Association sportive d'Hammamet : 6
- Club sportif sfaxien : 3

Il est décidé de créer une deuxième division unique l'année suivante.

#### Poule Nord
| Classement | Équipe                                       | Points |
| ---------- | -------------------------------------------- | ------ |
| 1          | Club olympique des transports                | 47     |
| 2          | Association sportive d'Hammamet              | 44     |
| 3          | Stade tunisien                               | 43     |
| 4          | Al-Hilal                                     | 41     |
| 5          | Association sportive de handball de l'Ariana | 36     |
| 6          | Widad athlétique de Montfleury               | 35     |
| 7          | Jeunesse sportive omranienne                 | 34     |
| 7          | Stade sportif midien                         | 34     |
| 9          | Radès Transport Club                         | 28     |
| 10         | Saydia Sports                                | 18     |

#### Poule Centre
Les deux premiers, El Makarem de Mahdia et l'Union sportive monastirienne, rejoignent la future division 2 unique après avoir joué contre :
- l'Union sportive de Sayada
- la Jeunesse sportive kairouanaise
- Enfidha Sport
- le Croissant sportif de M'saken
- le Nasr sportif soussien

#### Poule Sud
L'Union sportive des transports de Sfax obtient la première place devant le Club sportif sfaxien, qui a fusionné avec l'Union culturelle de Sfax et l'En-Nahdha sportive sfaxienne, dans une poule qui comprend également :
- le Club sportif de Sakiet Ezzit
- El Gawafel sportives de Gafsa
- le Croissant sportif chebbi
- l'Association sportive de Djerba
- l'Olympique de Médenine
- l'Étoile sportive de Métlaoui
- le Stade gabésien

### Troisième division
Deux poules sont organisées au Nord et sont remportées par :
- El Menzah Sport
- Ezzahra Sports

## Champion
- Espérance sportive de Tunis
  - Entraîneur : Moncef Hajjar
  - Effectif[4]: Moncef Besbes, Hichem Mrad, Hassen Mejri et Hédi Jelassi (GB), Moncef Hajjar, Hamadi Zoghlami, Mounir Jelili, Moncef Ben Othman, Abderrahman Hammou, Béchir Hamza, Chedly Chamekh, Abdelhamid Telmoudi, Habib Touati, Mohamed Makni, Mongi Khammassi, Kortbi, Béchr, Chekir, Larbi Ben Zakkour, Pernet, Ayari, Hassen Berber